# Oritoniscus condei
Oritoniscus condei là một loài chân đều trong họ Trichoniscidae. Loài này được Brian miêu tả khoa học năm 1956.